# Olivier Debré
Olivier Debré (París, 14 de abril de 1920 - Ibidem., 2 de junio de 1999) fue un pintor francés, maestro en la francesa École nationale supérieure des beaux-arts.

## Biografía
Abstraída y firmemente construida en los años cuarenta-cincuenta, su pintura evolucionó a partir de los años sesenta hacia una espacialidad que devuelve a la libertad y a la temporalidad de la naturaleza. Su intervención sobre el espacio ilustrado exalta el color, es un gran iluminador.
Después de estudiar arquitectura en París (en el estudio de Charles Lemaresquier) y de historia, pasa a ser, en 1939, alumno de Le Corbusier.
Después de la Segunda Guerra Mundial, se reencuentra con los pintores vanguardistas como Serge Poliakoff, Nicolas de Staël o Soulages.
En los años 1950-55, se encuentran los grandes «signos personajes» en los dibujos a tinta. Hacia 1960, su obra cambia abiertamente de dirección, ciertamente a raíz de su encuentro en los Estados Unidos con los maestros del expresionismo abstracto (Kline, Rothko, Olitski). Debré a veces pinta telas de enorme tamaño (haciendo deslizar una especie de pincel-escoba sobre la tela extendida sobre el suelo). Diseñó también un sello de correos, vidrieras, varios telones para la escena, para la Comédie Française, para la Ópera de Hong Kong y la nueva Ópera de Shanghái en China, así como frescos murales del Teatro de las Abadesas en París.
Representó a Francia en la Exposición Universal de Montreal en 1967.
De 1980 a 1985, enseñó en la Escuela Nacional Superior a Bellas Artes de París.
También fue escultor e ilustrador, entre otras cosas de los libros de Michel Déon, Francis Ponge, Edmond Jabès y Julien Gracq. Publicó algunos ensayos sobre arte, en particular, para dar su visión de la evolución de las formas y propuso una nueva arquitectura adaptada a la ciudad contemporánea.
Oliver Debré era hermano de Michel Debré.
Se construirá una fundación Debré en Tours en el lugar de la Escuela superior de las Bellas Artes de Tours, que se instalará en locales nuevos.

## Filatelia
En homenaje a Olivier Debré un sello reproduciendo una de sus obras se emitió por el Servicio de Correos francés en 1993, con un valor de 2,50 francos.